# Popowia cuspidata
Popowia cuspidata är en kirimojaväxtart som beskrevs av Friedrich Anton Wilhelm Miquel. Popowia cuspidata ingår i släktet Popowia och familjen kirimojaväxter. Inga underarter finns listade i Catalogue of Life.